# سندرم مونشهاوزن
سندروم مونشهاوزن یا نشانگان مونشهاوزن (به آلمانی: Münchhausen syndrome) نوعی اختلال ساختگی است که در آن بیمار، شرح دقیق و باورکردنی و اغلب دراماتیک از یک بیماری حادّ می‌دهد -که همراه با وانمود‌کردن به علائم و نشانه‌های بالینی است- تا توجه یا همدردی دیگران را به خود جلب کند.
نوعی از این اختلال که به عنوان نشانگان مونشهاوزن با وکالت (by proxy) شناخته می‌شود، نوعی کودک آزاری است که در آن پدر یا مادر یا یک پرستار گزارش نادرستی از علائم در کودک می‌دهد و ممکن است علایم فیزیکی را هم تقلید کند.
این اختلال، که نام خود را از بارون فون مونشهاوزن آلمانی معروف به «بارون دروغگو» نویسنده داستانهای پرحادثه و سفرهای ماجراجویانه در قرن ۱۸ گرفته‌است، با اسامی دیگری از جمله: اعتیاد بیمارستان (hospital addiction)، اعتیاد به جراحی متعدد (polysurgical addiction) و عارضه بیمار حرفه‌ای (professional patient syndrome) مشخص شده‌است.
سندرم مونشهاوزن از اختلال خودبیمارانگاری یا هیپوکندریاز متمایز است، چرا که در آن اختلال خود فرد آگاهانه علایم بیماری را جعل نمی‌کند و تلاشی آگاهانه برای تقلید یک بیماری از خود بروز نمی‌دهد.

## نمونه‌ها
- شخصیت عروسکی آقوی هم ساده در نمایش عروسکی کلاه قرمزی ۹۱ دارای چنین اختلالی بود.[۵]
- خانم دی دی بلانچارد در مینی سریال تظاهر که بر اساس اتفاقات حقیقی در سال ۲۰۱۹ ساخته شده‌است.
- خانم آدورا کرلین در مینی سریال چیزهای تیز (انگلیسی: Sharp Objects‎) که بر اساس رمانی با همین نام نوشته گیلین فلین در ۲۰۱۶ ساخته شده‌است.
- در سریال ترو دتکتیو فصل یک قسمت ششم به این بیماری اشاره شده‌است.
- دایان شرمن (Diane Sherman) در فیلم فرار دارای سندرم مونشهاوزن بوده‌است.
- در سریال دکتر هاوس فصل ۲ قسمت ۹ به این بیماری اشاره شده است.
- در سریال لیست سیاه فصل ۹ قسمت ۱۴ به این بیماری اشاره شده است.
- فیلم سینمایی نهمین زندگی لویی درکس (انگلیسی: The 9th Life of Louis Drax) ساخته سال 2016 داستانی بر اساس این بیماری دارد.